# Список выпусков телепередачи «Большая разница»
В этой статье представлен список выпусков телепередачи «Большая разница».
Условные обозначения:
- — музыкальная пародия.
- — скетчи со звёздами и их выступления.
- — кроссовер (двойная пародия).
- — пародия, снятая в рамках украинской версии программы[укр.].

## Первый сезон (2008—2009)
| Номер выпуска              | Номер выпуска (оф. нумерация) | Были спародированы | Гости студии | Дата премьеры         |
| -------------------------- | ----------------------------- | --- | --- | --------------------- |
| 1                          | не входит                     | - Шоу талантов «Минута славы». - Реклама: - «Билайн» (От звонка до звонка. Живи на понятной стороне!) - Kinder Bueno (Уроки испанского) - Stimorol Ice + фильм «Титаник» - Программа «Малахов+». - Трейлеры фильмов: - «Кошмар на улице ВАЗов» - «Ночной обзор» - «Няня апокалипсиса» (сериал «Моя прекрасная няня» + фильм «Код апокалипсиса») - Группа «Serebro» с песней «Song №1». - Ведущий «Программы максимум» и его семья. - Шоу «Большие гонки». - Реалити-шоу «Дом-2». - Клип «Я сошла с ума» группы «Тату». - Шоу «Ледниковый период». - Ток-шоу «К барьеру!»: Пушкин против Дантеса. - «От 2 до 5»: криминальные новости для детей. - Кастинг на программу «Секс с Анфисой Чеховой». - «Ваша USАша»: пародия на скетч-шоу «Наша Russia». - «WWWремя»: программа «Время» на жаргоне «падонков». - Шоу «Фабрика звёзд». | - Гарик Мартиросян и Татьяна Толстая - Геннадий Малахов - Дмитрий Нагиев - Ксения Собчак и Ксения Бородина | 1 января 2008 года    |
| 2                          | 1                             | - Кастинг на программу «Спокойной ночи, малыши!». - Ток-шоу «Детали» с гостем Фёдором Бондарчуком. - Современная версия песни «Замыкая круг». Пародия на Александра Серова, Диму Билана, Сосо Павлиашвили, Илью Лагутенко, Льва Лещенко, Андрея Макаревича, Александра Градского, Владимира Преснякова, Людмилу Гурченко, Валерия Леонтьева, Бориса Гребенщикова и Николая Баскова. - Программа «Секс с Анфисой Чеховой». - Программа «Пока все дома» в гостях у Андрея Бахметьева. - «Капитуляция» — пародия на сериалы «Семнадцать мгновений весны» и «Ликвидация». - Викторина «Своя игра». - Ток-шоу «Модный приговор». | - Тина Канделаки - Анфиса Чехова - Тимур Кизяков - Пётр Кулешов и Анатолий Вассерман | 19 сентября 2008 года |
| 3                          | 2                             | - «Дай денег»: пародия на интерактивные телевикторины. - Программа «Квартирный вопрос». - Программа «Контрольная закупка». - Программа «Школа злословия» с гостем Евгением Гришковцом. - Программа «Закрытый показ». - Программа «В поисках приключений», где ведущий Михаил Кожухов путешествует по воронежскому Машмету. - Программа «На ночь глядя». - Геннадий Малахов в разных телепрограммах («Модный приговор», «Детали», «Федеральный судья», «Спокойной ночи, малыши!»). | - Наталья Мальцева - Евгений Гришковец - Александр Гордон - Борис Берман и Ильдар Жандарёв - Геннадий Малахов | 10 октября 2008 года  |
| 4                          | 3                             | - Программа «Время». - Программа «Фазенда». - Русская версия программы «Тачку на прокачку». - Анонсы на канале НТВ. - «12 месяцев»: пародия на фильм Никиты Михалкова «12». - Программа «Необъяснимо, но факт». - Программа «Давай поженимся!». | - Екатерина Андреева - Сергей Колесников - Михаил Ефремов - Сергей Дружко | 21 ноября 2008 года   |
| 5                          | 4                             | - Программа «Спокойной ночи, малыши!» с Оксаной Фёдоровой. - Программа «Здоровье» с Еленой Малышевой. - Программа «Чрезвычайное происшествие». - Программа «Прожекторперисхилтон» в 1981 году. - Программа «Москва: Инструкция по применению». - «Гнобышев»: собирательный образ российского ситкома. - Откуда берёт вдохновение Евгений Гришковец. - Сериал «Детективы». - Программа «Федеральный судья», в которой рассматривается дело на основе мультфильма «Рыжий, рыжий, конопатый». | - Елена Малышева - Гарик Мартиросян и Сергей Светлаков - Владимир Тишко - Игорь Лукин и Алексей Насонов | 12 декабря 2008 года  |
| 6                          | 5                             | - «Клуб весёлых и находчивых». - «Восход Клуб»: шоу «Comedy Club» в 1969 году. - Проект «Феномен». - Ситком «Папины дочки» через 40 лет. - Программа «Субботний вечер». - Ток-шоу «Пусть говорят». - Телеигра «Интуиция» с участником — прапорщиком Шматко из сериала «Солдаты». - Шоу «Кулинарный поединок» с участниками Иваном Ургантом и Юлией Высоцкой. | - Юлий Гусман, Леонид Ярмольник и Игорь Верник - Резиденты Comedy Club - Андрей Леонов, Анастасия Сиваева, Дарья Мельникова, Елизавета Арзамасова и Екатерина Старшова, группа «Uma2rman» - Андрей Малахов - Алексей Маклаков | 1 января 2009 года    |
| 7                          | 6                             | - Фильм «Ирония судьбы, или С лёгким паром!» с «продакт-плейсментом». - Рекламные ролики: - ТНТ: «ЖКХ — почувствуй нашу любовь!» - ВТБ 24: «„Вот тебе 24“ — вернёшь 300!» - 02: «Позвони. Скучно не будет!» - Calgon: «Пусть мужчина служит долго — Морфлот!» - Программа «Диалоги о рыбалке». - Шоу «Кто хочет стать миллионером?» с участником Максимом Галкиным. - ССН (Собственная Служба Новостей): девушка, которая приехала с Украины, впервые поступила в институт. - «Золотой Grammyфон»: Надежда Кадышева и Александр Костюк. - Капитал-шоу «Поле чудес». | - Дмитрий Дибров - Надежда Кадышева и Александр Костюк - Леонид Якубович | 20 марта 2009 года    |
| 8                          | 7                             | - «Золотой Grammyфон»: группа «Чай вдвоём» с песней «День рождения». - Трейлер комедии «Самый лучший фильм-3». - Шоу «Самый умный». - Телемагазин: водка. - «Дворец-2»: реалити-шоу «Дом-2» в XVIII веке. - Передача «Контрольная закупка», в которой тестируются деньги. - «Масаракш»: фильм «Обитаемый остров» в стиле киножурнала «Ералаш». | - Группа «Чай вдвоём» - Тина Канделаки - Ксения Собчак, Ксения Бородина и Степан Меньщиков - Фёдор Бондарчук и Василий Степанов                                                                                               | 10 апреля 2009 года   |
| 9                          | 8                             | - Телеигра «Что? Где? Когда?». - Пародия на клип Павла Воли «Маме» с участниками театра «Кривое зеркало». - Сериал «Возвращение Мухтара». - Телемагазин: Андрей Аршавин. - Телеигра «Умницы и умники». - Программа «Человек и закон». - «Ищем всё»: пародия на программу «Жди меня». | - Борис Крюк и один из игроков ЧГК Ровшан Аскеров - Александр Носик - Юрий Вяземский - Алексей Пиманов | 15 мая 2009 года      |
| 10                         | 9                             | - Программа «Женский взгляд с Оксаной Пушкиной» про историю любви Андрея Данилко и Верки Сердючки. - «Золотой Grammyфон»: группа «Банд’Эрос» с песней «Манхэттен». - Ситком «Счастливы вместе» на канале «Культура». - Сериал «Кармелита». - Автошоу «Top Gear». - Шоу «Две звезды». | - Оксана Пушкина - Группа «Банд’Эрос» - Наталья Бочкарёва - Юлия Зимина и Александр Суворов | 22 мая 2009 года      |
| 11                         | 10                            | - Программа «Смак» с гостем Никитой Джигурдой. - «Что такое кризис?»: пародия на клип группы «ДДТ» «Что такое осень». - Выпуск новостей на канале ТВ-3. - Программа «Сам себе режиссёр» с участниками Тимуром Бекмамбетовым, Никитой Михалковым и Фёдором Бондарчуком. - Программа «Пока все дома» в гостях у Юрия Лужкова. - «Работяги»: пародия на фильм «Стиляги». | - Никита Джигурда - Алексей Лысенков | 29 мая 2009 года      |
| 12                         | 11                            | - «Хрень»: пародия на документальный проект «Плесень». - «Саша+Паша»: пародия на сериал «Саша+Маша». - Сериал «След». - «Золотой Grammyфон»: группа «ВИА Гра» с песней «Бриллианты». - «Былина об Илье Муромце, индивидуальном предпринимателе». В роли Ильи Муромца — Гоша Куценко. - Дмитрий Губерниев комментирует себя и свою семейную жизнь. - Фильм «Место встречи изменить нельзя», если бы это была 212-я серия бесконечной мыльной оперы. | - Георгий Тесля-Герасимов и Павел Шуваев - Гоша Куценко - Станислав Говорухин | 5 июня 2009 года      |
| 13                         | 12                            | - Программа «Аншлаг». - Новостная программа «News Блок» (MTV Россия). - «Город работ»: пародия на песню «Город дорог» в исполнении гастарбайтеров Равшана и Джамшута из скетчкома «Наша Russia». - Программа «Познер». Пародия на ведущего Владимира Познера и гостя Никаса Сафронова. - Шоу талантов «Минута славы». - Телеканал РБК. - Программа «Приют комедиантов». - «Улицы разбитых фонарей» в Голливуде: пародия на западные киноклише о России. | - Михаил Галустян и Валерий Магдьяш - Александр Масляков - Михаил Швыдкой | 11 июня 2009 года     |
| Лучшее за 1 сезон. Часть 1 | —                             | - Программа «Время». (4 выпуск) - Программа «Фазенда». (4 выпуск) - Современная версия песни «Замыкая круг». Пародия на Александра Серова, Диму Билана, Сосо Павлиашвили, Илью Лагутенко, Льва Лещенко, Андрея Макаревича, Александра Градского, Владимира Преснякова, Людмилу Гурченко, Валерия Леонтьева, Бориса Гребенщикова и Николая Баскова. (2 выпуск) - Ток-шоу «Детали» с гостем Фёдором Бондарчуком. (2 выпуск) - Ток-шоу «Модный приговор». (2 выпуск) - Программа «Чрезвычайное происшествие». (5 выпуск) - Программа «Квартирный вопрос». (3 выпуск) - «Капитуляция» — пародия на сериалы «Семнадцать мгновений весны» и «Ликвидация». (2 выпуск) | - Екатерина Андреева - Сергей Колесников - Тина Канделаки - Наталья Мальцева | 5 июля 2009 года      |
| Лучшее за 1 сезон. Часть 2 | —                             | - Программа «Пока все дома» в гостях у Андрея Бахметьева. (2 выпуск) - Программа «Здоровье» с Еленой Малышевой. (5 выпуск) - Программа «Секс с Анфисой Чеховой». (2 выпуск) - Программа «На ночь глядя». (3 выпуск) - Программа «Необъяснимо, но факт». (4 выпуск) - Программа «Федеральный судья», в которой рассматривается дело на основе мультфильма «Рыжий, рыжий, конопатый». (5 выпуск) | - Тимур Кизяков - Елена Малышева - Анфиса Чехова - Борис Берман и Ильдар Жандарёв - Сергей Дружко | 12 июля 2009 года     |
| Лучшее за 1 сезон. Часть 3 | —                             | - Программа «Закрытый показ». (3 выпуск) - Русская версия программы «Тачку на прокачку». (4 выпуск) - Программа «Школа злословия» с гостем Евгением Гришковцом. (3 выпуск) - Викторина «Своя игра». (2 выпуск) - «12 месяцев»: пародия на фильм Никиты Михалкова «12». (4 выпуск) - Программа «Давай поженимся!». (4 выпуск) | - Александр Гордон - Евгений Гришковец - Пётр Кулешов и Анатолий Вассерман - Михаил Ефремов | 19 июля 2009 года     |

## Второй сезон (2009—2010)
Во втором сезоне у «Большой разницы» появилась новая студия. Часть пародий разыгрывается в студии перед зрителями. В массовке стали появляться известные гости.
| Номер выпуска              | Номер выпуска (оф. нумерация) | Были спародированы | Гости студии | Дата премьеры         |
| -------------------------- | ----------------------------- | --- | --- | --------------------- |
| 1 (14)                     | 1 (13)                        | - Ведущие шоу «Модный приговор» Вячеслав Зайцев и Александр Васильев выясняют отношения. - Песня главы Роспотребнадзора Геннадия Онищенко. Пародия на песню Димы Билана «Невозможное возможно». - Древнерусская реклама: - Ярославский чеснок - Оброк - Свёкла - Выступление Николая Баскова и группы «Лесоповал». - Шоу «Ледниковый период — 2». - Телесериал «Каменская». - Цветная версия «Семнадцати мгновений весны». | - Александр Васильев - Николай Басков - Татьяна Тарасова, Илья Авербух и Гедиминас Таранда - Андрей Ильин | 13 сентября 2009 года |
| 2 (15)                     | 2 (14)                        | - Телепроект «Танцы со звёздами». - Геннадий Малахов и Елена Проклова в ресторане. - Реклама: - «Газпром»: «Сызраньколбаспром». Не все мечты сбываются - Сок «Добрый»: Любой — и твой, и мой - Orbit: Новый «Ёрбит» — теперь со вкусом свободы - Социальная реклама о запрете игорного бизнеса в России - Маленькая разница: «Программа минимум» — пародия на «Программу максимум». Пародия на Глеба Пьяных. - «Новости культуры» с Владиславом Флярковским. - Выступление Анастасии Приходько на «Евровидении-2009». - Фильм «Адмиралъ». | - Геннадий Малахов - Глеб Пьяных - Елизавета Боярская | 27 сентября 2009 года |
| 3 (16)                     | 3 (15)                        | - Фильм «Тарас Бульба». - Программа «Следствие вели…». - Программа «Играй, гармонь любимая!». - «Семечки. Нечищеная боль России»: пародия на документальный проект «Мясо. История всероссийского обмана». - Программа «Понять. Простить». - Группа «Quest Pistols» с песней «Белая стрекоза любви». - «Школа чиновников»: пародия на российских чиновников, которых в специальном вузе обучают уклонению от обязательств. В роли ректора — Михаил Ефремов. - Скетч «Телезритель из Таганрога» из скетч-шоу «Наша Russia». | - Леонид Каневский - Алексей Егоров - Группа «Quest Pistols» - Сергей Светлаков | 11 октября 2009 года  |
| 4 (17)                     | 4 (16)                        | - Программа «Гордон Кихот», в которой гостем стал Человек-паук. - Маленькая разница: «Пусть бе-бе-бе» — пародия на ток-шоу «Пусть говорят». - Программа «Галилео». - Выступление группы «Ранетки» на концерте Бритни Спирс. - Программа «Битва экстрасенсов». - Фильм «Матрица» во времена немого кино. | - Александр Гордон - Александр Пушной - Группа «Ранетки» | 25 октября 2009 года  |
| 5 (18)                     | 5 (17)                        | - Дубли, не вошедшие в кинокомедию «Служебный роман». - Пётр I возвращается на Родину. В роли Петра I — Семён Слепаков. - Круглосуточный информационный канал «Вести». - «ПрожекторКларыНовиковой»: программа «Прожекторперисхилтон» с юмористами театра «Кривое зеркало» и гостем Брюсом Уиллисом. - Сериал «Ранетки» и фильм «12». - Музыкальный фестиваль «Славянский базар». | - Семён Слепаков - Владимир Березин | 8 ноября 2009 года    |
| 6 (19)                     | 6 (18)                        | - «Айфоня»: фильм «Афоня» о трудной работе системного администратора. - Телемагазин: секс. - Фильм о фильме «Тарас Бульба». - Программа «Слава Богу, ты пришёл!» с участниками Стасом Костюшкиным и Денисом Клявером. - Программа «„Хочу знать“ с Михаилом Ширвиндтом». - Михаил Трухин в роли капитана милиции Литвинова, попавшего к сомалийским пиратам. - Корпоративное собрание ОАО «НорвежГлавРыба» со специальным гостем Александром Рыбаком. | - Михаил Шац и группа «Чай вдвоём» - Михаил Трухин | 22 ноября 2009 года   |
| 7 (20)                     | 7 (19)                        | Выпуск должен был выйти 6 декабря 2009 года, но из-за трагических событий в Перми был отложен (на Украине его показал канал ICTV). В России этот выпуск вышел в эфир 20 декабря. В отличие от версии, показанной на ICTV, в нём отсутствовала пародия на «Другие новости» (была показана в 22 выпуске). Вместо неё были пародии на сериал «Солдаты» и на продолжения известных фильмов. Пародии на «Ералаш» и «Каникулы строгого режима» были сокращены. - Телеигра «Сто к одному» с командой звёзд (Сергей Зверев, Анастасия Волочкова, Тимати и Дима Билан). - Детский киножурнал «Ералаш» для взрослых. - Песни группы «Любэ» про сериалы «Моя прекрасная няня», «Универ», «Возвращение Мухтара», «Адмиралъ» и «Кармелита». - Сериал «Солдаты» во времена Римской империи. - Реакция героев советских фильмов на их современные продолжения. - Фильм «Каникулы строгого режима». | - Сергей Зверев - Борис Грачевский - Иван Моховиков и Ольга Фадеева | 20 декабря 2009 года  |
| 8 (21)                     | 9-10 (21-22)                  | - Группа «Фабрика» с песней «Не виноватая я». - Кастинг на роль Д’Артаньяна, в котором участвовали советские актёры Владимир Этуш, Андрей Мягков, Евгений Леонов и Андрей Миронов. - Маленькая разница: Никита Сергеевич Михалков и его преемник. - Документальный проект «Смешная Россия» («Криминальная Россия»), рассказывающий о юмористических группировках (телепередачи «Городок» и «Кривое зеркало») и о захвате власти над юмором страны группировкой Comedy Club. - Мюзикл по мотивам капитал-шоу «Поле чудес». - «Бомбей слезам не верит»: фильм «Москва слезам не верит» в жанре индийского кино. - Алла Пугачёва и Кристина Орбакайте с песней «Опять метель». - Проект «ДОстояние РЕспублики» в 2039 году. | - Сати Казанова и Саша Савельева - Михаил Боярский - Никита Михалков - Резиденты Comedy Club (Павел Воля, Гарик Харламов, Сергей Бессмертный, Алексей Лихницкий, Гарик Мартиросян) - Леонид Якубович - Владимир Меньшов и Вера Алентова - Алла Пугачёва и Кристина Орбакайте - Юрий Николаев | 1 января 2010 года    |
| Лучшее за 2 сезон. Часть 1 | —                             | - Шоу «Ледниковый период — 2». (14 выпуск) - Выступление Николая Баскова и группы «Лесоповал». (14 выпуск) - Цветная версия «Семнадцати мгновений весны». (14 выпуск) - Геннадий Малахов и Елена Проклова в ресторане. (15 выпуск) - Фильм «Адмиралъ». (15 выпуск) - Дубли, не вошедшие в кинокомедию «Служебный роман». (18 выпуск) | - Татьяна Тарасова, Илья Авербух и Гедиминас Таранда - Николай Басков - Елизавета Боярская - Геннадий Малахов | 10 января 2010 года   |
| 9 (22)                     | 11 (23)                       | - Программа «Другие новости». - «Наша Russia: Курица судьбы»: пародия на трейлер фильма «Наша Russia. Яйца судьбы». - Дуэт Земфиры и Ренаты Литвиновой. - Шоу «Кто хочет стать миллионером?» с участником Александром Лукашенко. - «Премьер-лига КВН». - Комедия «Гараж», переснятая в духе боевиков Квентина Тарантино. | - Сергей Бабаев - Дмитрий Дибров - Эльдар Рязанов | 31 января 2010 года   |
| 10 (23)                    | 12 (24)                       | Выпуск должен был выйти 27 февраля 2010 года, но был заменён на повтор 21 выпуска (на Украине его показал канал ICTV). В России этот выпуск вышел в эфир 14 марта. В отличие от версии, показанной на ICTV, в нём отсутствовали пародии на документальные проекты Леонида Парфёнова (была показана в 24 выпуске), группу «Машина времени» (была показана в 25 выпуске) и пародия «Маленькой разницы» на певцов Александра Серова, Диму Билана и Олега Газманова в исполнении Павла Артёмова (не была показана в России). Вместо них были пародии на Гуса Хиддинка и футболистов сборной России, сериал «Школа», Игоря Матвиенко и его артистов. - «Няня Вика, до свидания!»: пародия на ситком «Моя прекрасная няня» и фильм «Мэри Поппинс, до свидания». - Сериал «Школа». - Футбольная баллада в исполнении Гуса Хиддинка и футболистов сборной России. - Киноляпы в фильме «Карнавальная ночь». - День рождения Игоря Матвиенко. - Фильм «Ирония судьбы, или С лёгким паром!» в стиле японского театра кабуки. | - Игорь Толстунов, Игорь Огурцов, Елена Папанова - Игорь Матвиенко и группа «Корни» | 14 марта 2010 года    |
| 11 (24)                    | 13 (25)                       | - Шоу «Кто хочет стать Максимом Галкиным?». - Цыганский рэп от актёров сериала «Кармелита». - Программа «Сеанс с Кашпировским». Пародия на ведущего Анатолия Кашпировского и Машу Распутину. - Фильм «Девчата» в стиле «Дома-2». - «Золото России»: пародия на документальные проекты Леонида Парфёнова. - Фильм «Аватар», снятый в стиле театральной постановки. | - Николай Лекарев - Светлана Дружинина - Леонид Парфёнов | 28 марта 2010 года    |
| 12 (25)                    | 14 (26)                       | Выпуск должен был выйти 11 апреля 2010 года, но был отложен из-за траура после авиакатастрофы в Смоленске. - Программа «Давай поженимся!», в которой выбирали нового мужа для Ларисы Гузеевой. - Николай Расторгуев, ставший депутатом Московской городской думы. - Сериал «Глухарь». - Группа «Машина времени». - Сериал «Всегда говори „всегда“». - Фильм «Собачье сердце». | - Максим Аверин - Андрей Макаревич и Андрей Державин | 25 апреля 2010 года   |
| 13 (26)                    | 15 (27)                       | - Программа «Непутёвые заметки». - Григорий Перельман, отказавшийся от «Премии тысячелетия», с песней «Миллион роз». - Фильм «Один дома», если бы его главным героем был Дима Билан. - София Ротару с песней «Только этого мало». - Фильм «Чёрная молния». - Проводы Петра Налича на «Евровидение-2010». | - Дмитрий Крылов - Бари Алибасов - Виктор Вержбицкий и Екатерина Вилкова | 10 мая 2010 года      |
| 14 (27)                    | 16 (28)                       | - Программа «Доброе утро». - Вячеслав Бутусов, поющий о сдаче старого автомобиля в утилизацию. - Битва Волан-де-Морта и Гарри Поттера, которому «помогал» знаменитый иллюзионист Амаяк Акопян. - «Собчак против Собчак»: настоящая Ксения Собчак-официантка обслуживает пародийную Ксению Собчак. - Как артисты Большого театра празднуют, не отрываясь от работы. - «Смертельный каратист, или 23-го уничтожить, или По прозвищу Вячеслав»: пародия на российские боевики 90-х годов. | - Борис Щербаков и Лариса Вербицкая - Амаяк Акопян | 30 мая 2010 года      |
| 15 (28)                    | 17 (29)                       | - Лариса Долина, джаз и современные музыкальные вкусы. - «Техасская пленница»: пародия на фильм «Кавказская пленница, или Новые приключения Шурика», если бы его снимали в Голливуде. - Программа «Сегодня». - Анжелика Варум и Леонид Агутин с песней о своих взаимоотношениях. - Сериал «Литейный». - Как программы «Малахов+» и «Здоровье» решали, кто останется на «Первом канале». | - Лариса Долина - Лилия Гильдеева | 6 июня 2010 года      |
| 16 (29)                    | 18 (30)                       | - Передача «Званый ужин». Пародия на Григория Шевчука. - Телемагазин: блат. - Андрей Аршавин, Игорь Акинфеев, Сергей Игнашевич и Юрий Жирков с пародией на песню «Диалог у телевизора» о проходящем чемпионате мира по футболу в ЮАР. - Ожившая картина: «Иван Грозный убивает своего сына Ивана». - Программа «Секс с Анфисой Чеховой». - Маленькая разница: Эдвард Радзинский и Виталий Вульф в детском саду. - Фильм «Аватар». | - Григорий Шевчук - Анфиса Чехова | 27 июня 2010 года     |
| 17 (30)                    | 19 (31)                       | - Программа «Дорожный патруль». - Постаревшие «Иванушки International». - «Секс в Большом»: пародия на сериал «Секс в большом городе». - Программа «НТВшники». - Сериал «Тайны следствия». - Борис Гребенщиков и группа «Аквариум». - «Гардемарины, бумаги, два ствола»: фильм «Гардемарины, вперёд!», снятый в стиле фильма Гая Ричи «Карты, деньги, два ствола». | - «Иванушки International» - Николай Картозия и Александр Беляев | 4 июля 2010 года      |
| Лучшее за 2 сезон. Часть 2 | —                             | - Сериал «Школа». (23 выпуск) - Фильм «Чёрная молния». (26 выпуск) - Сериал «Глухарь». (25 выпуск) - Дуэт Земфиры и Ренаты Литвиновой. (22 выпуск) - Битва Волан-де-Морта и Гарри Поттера, которому «помогал» знаменитый иллюзионист Амаяк Акопян. (27 выпуск) - Комедия «Гараж», переснятая в духе боевиков Квентина Тарантино. (22 выпуск) | - Игорь Толстунов, Игорь Огурцов, Елена Папанова - Виктор Вержбицкий и Екатерина Вилкова - Максим Аверин - Амаяк Акопян - Эльдар Рязанов | 10 июля 2010 года     |
| 18 (31)                    | 20 (32)                       | - Программа «Неделя» с Марианной Максимовской. - Группа «Uma2rman» с саундтреками на фильмы «Терминатор», «Кошмар на улице Вязов», «Властелин колец: Братство Кольца». - Сериал «Воронины». - Шоумен Александр Ревва, который страдает раздвоением личности и перевоплощается в Артура Пирожкова и его бабушку. - «Остаться в живых в Турции»: русская версия сериала «Остаться в живых». - «Новая американская мечта»: пародия на киноклише фильмов, получающих премию «Оскар». | - Марианна Максимовская - Сергей Кристовский - Георгий Дронов и Екатерина Волкова - Александр Ревва | 5 сентября 2010 года  |

## Третий сезон (2010—2011)
| Номер выпуска              | Номер выпуска (оф. нумерация) | Были спародированы | Гости студии | Дата премьеры         |
| -------------------------- | ----------------------------- | --- | --- | --------------------- |
| 1 (32)                     | 1 (33)                        | - Ток-шоу «Пусть говорят», в котором обсуждают пародии программы «Большая разница». - Осьминог Пауль. Пародия на песню Павла Воли «Всё будет офигенно». - Программа «Жестокие игры» в России. - Григорий Лепс с пародией на песню «Рюмка водки на столе». - Встреча Анджелины Джоли с российскими кинорежиссёрами Фёдором Бондарчуком, Никитой Михалковым и Борисом Грачевским. - Всемирная история: «Прямая линия с императором государства Российского Петром I». В роли Петра I — Филипп Киркоров. | - Тина Канделаки и Никита Джигурда - Яна Чурикова и Тимур Родригез - «Анджелина Джоли» (в роли — Алия Нуриева) - Филипп Киркоров                                        | 19 сентября 2010 года |
| 2 (33)                     | 2 (34)                        | - Сериал «Ефросинья». - Песня про переименование милиции в полицию. - «Утомлённые солнцем 2½: Послепредстояние»: пародия на фильм «Утомлённые солнцем 2: Предстояние». - Мультфильм «Шрек». Выступили: - Обладатель приза зрительских симпатий первого фестиваля пародий «„Большая разница“ в Одессе» Сергей Волковницкий. - Обладатель гран-при первого фестиваля пародий «„Большая разница“ в Одессе» Андрей Баринов. | - Александр Клюквин - Филипп Киркоров | 3 октября 2010 года   |
| 3 (34)                     | 3 (35)                        | - Программа «Грядка». - Николай Басков и Оксана Фёдорова с песней «Права любовь». - Сериал «Интерны». - Тимати и Барак Обама с песней «Плачут небеса». - Всемирная история: «Злая няня Пушкина». В роли няни юного А. С. Пушкина — Александр Цекало. - Сериал «Маргоша». | - Андрей Туманов и Наталья Земская - Вячеслав Дусмухаметов и Иван Охлобыстин - Мария Берсенева, Анатолий Кот и Олег Масленников-Войтов                                  | 17 октября 2010 года  |
| 4 (35)                     | 4 (36)                        | - Столкновение ведущих программ «Девчата» и «Прожекторперисхилтон». - Концерт «Шансон года». - Программа «Городок», где ведущие не могут определиться, кто лучше изображает женщин. - «Виктор Всемогущий»: пародия на фильм «Брюс Всемогущий». - Всемирная история: Александр Самойленко и Татьяна Орлова в роли четы цирковых тяжеловесов Поддубных. - «Сумерки: Свадьба». | - Ольга Шелест - Александр Самойленко | 31 октября 2010 года  |
| 5 (36)                     | 5 (37)                        | - Программа «Детектор лжи», где в гостях у Андрея Малахова побывал он сам. - Песня памятника Петру Великому в Москве и Зураба Церетели о своём переезде. - Сериал «Папины дочки»: как изменился ситком с возвращением папы. - Илья Лагутенко («Мумий Тролль») и Сергей Собянин с пародией на песню «С Новым Годом, крошка!». - Ожившая картина: «Ходоки у В. И. Ленина». - «Неукокошиваемые»: пародия на фильм «Неудержимые», если бы в нём снимались звёзды российского кино 90-х. | - Елизавета Арзамасова и Анастасия Сиваева - Илья Лагутенко - Михаил Кокшенов                                                                                           | 21 ноября 2010 года   |
| 6 (37)                     | 6 (38)                        | - Программа «Спокойной ночи, малыши!», если бы она выходила на телеканале «Звезда». - Валерий Меладзе с песней «Параллельные». - Как Максима Аверина в милиции приняли за Сергея Глухарёва. - Фильм «Начало» о сборной России по футболу. - Всемирная история: Василий Уткин в роли Александра Невского. Выступили: - Обладатель приза зрительских симпатий первого фестиваля пародий «„Большая разница“ в Одессе» Сергей Волковницкий. - Необычный дуэт: Жанна Фриске и Александр Пушной с рок-версией песни «Ла-ла-ла». | - Валерий Меладзе - Жанна Фриске и Александр Пушной | 5 декабря 2010 года   |
| 7 (38)                     | 7 (39)                        | - Анонсы вертикальной сетки сериалов «Первого канала». - Программа «Жить здорово!» в Средние века. - Сергей Шнуров с песней про перепись населения. - Шоу «Музыкальный ринг НТВ». - Сериал «Универ», ставший на 20 процентов смешнее. - Певец Элтон Джон. Пародия на песню «Sorry Seems to Be the Hardest Word». - «Код Церетели»: пародия на фильм «Код да Винчи». | - Михаил Марголис, Антон Красовский и Алексей Остудин - Арарат Кещян, Мария Кожевникова и Виталий Гогунский                                                             | 19 декабря 2010 года  |
| Лучшее                     | —                             | - Ток-шоу «Пусть говорят», в котором обсуждают пародии программы «Большая разница». (32 выпуск) - Николай Басков и Оксана Фёдорова с песней «Права любовь». (34 выпуск) - Сериал «Школа». (23 выпуск) - Григорий Лепс с пародией на песню «Рюмка водки на столе». (32 выпуск) - Киноляпы в фильме «Карнавальная ночь». (23 выпуск) - Песня про переименование милиции в полицию. (33 выпуск) - Шоу «Кто хочет стать Максимом Галкиным?». (24 выпуск) - Илья Лагутенко («Мумий Тролль») и Сергей Собянин с пародией на песню «С Новым Годом, крошка!». (36 выпуск) - Фильм «Ирония судьбы, или С лёгким паром!» в стиле японского театра кабуки. (23 выпуск) - Анжелика Варум и Леонид Агутин с песней о своих взаимоотношениях. (28 выпуск) | пародии шли нон-стопом | 31 декабря 2010 года  |
| 8 (39)                     | 10-11 (42-43)                 | - Песня о событиях 2010 года в исполнении российских футболистов, Романа Абрамовича, учёных из «Сколково», Владислава Доронина и Наоми Кэмпбелл, Григория Перельмана, Юрия Лужкова, Сергея Собянина, Петра Налича и других. - Сергей Лазарев и Лера Кудрявцева с песней «Зачем придумали любовь?». - Новогодний выпуск программы «Время». - Песня «СМС» в исполнении Игоря Николаева и Юлии Проскуряковой. - Шоу «Лёд и пламень». - Новогоднее обращение Барака Обамы и Хиллари Клинтон к россиянам. - Песня «Вологда» в исполнении Наоми Кэмпбелл. - Группа «Король и Шут» на новогоднем детском утреннике. - Группа «Дискотека Авария» с песней «Если хочешь остаться». - Новогоднее обращение Александра Лукашенко к белорусам, россиянам и Евросоюзу. - Ситуация в магазине, когда до запрещённого по закону времени для покупки водки остаётся 5 минут. - Игорь Крутой, Лара Фабиан и Алла Пугачёва с песней «Любовь, похожая на сон». - Поединок программ «Познер» и «На ночь глядя». - Новогоднее обращение Ким Чен Ира к россиянам. - Сосо Павлиашвили с песней «Радовать». - Фильм «Любовь-морковь». Выступили: - Необычный дуэт: Иванушки International и Александр Пушной с песней «Тучи». | - Лера Кудрявцева и Сергей Лазарев - Игорь Николаев - Николай Тимофеев и Алексей Серов - Владимир Познер - Сосо Павлиашвили - Иванушки International и Александр Пушной | 1 января 2011 года    |
| 9 (40)                     | 12 (44)                       | - Трейлер к вымышленному фильму «Приключения Буратино. Фильм второй». - Анна Чапман. Пародия на песню «Леди Совершенство» из фильма «Мэри Поппинс, до свидания». - Телепрограмма «Брачное чтиво». - Специальный выпуск ток-шоу «Пусть говорят» из психиатрической клиники, в которой лежит Филипп Киркоров. - Фильм о сериале «Обручальное кольцо». - Группа «Браво» в полном составе (Жанна Агузарова, Валерий Сюткин, Роберт Ленц, Евгений Хавтан) с песней «Вася». - Фильм «Милицейская история». | - Григорий Кулагин и Денис Гребенюк - Валерий Сюткин | 23 января 2011 года   |
| 10 (41)                    | 13 (45)                       | - Шоу «Десять миллионов» с участником Романом Абрамовичем. - Дима Билан, Яна Рудковская и Евгений Плющенко с песней «Невозможное возможно». - «Очень русский сериал»: пародия на сериалы «Интерны», «Глухарь», «Счастливы вместе», «Семнадцать мгновений весны», «Побег». - Елена Ваенга с пародией на песню «Курю», если бы она пела во сне. - «Водка. Последствия»: пародия на проект «Водка. История всероссийского похмелья». - Валерия и её семья с пародией на песню «Часики». - Противостояние героев фильмов «Д’Артаньян и три мушкетёра» и «Гардемарины, вперёд!». | - Яна Рудковская - Михаил Боярский | 6 февраля 2011 года   |
| 11 (42)                    | 14 (46)                       | - Программа «Разрушители мифов» в России. - Наташа Королёва с песней «Маленькая страна». - Иосиф Кобзон с песней «И вновь продолжается бой». - Фильм «Край». - Всемирная история: встреча Леонида Ильича Брежнева и группы «The Beatles». - Всемирная история: Виктор Логинов в роли фаворита Екатерины Великой. - Сериал «Бригада» через 20 лет. | - Наташа Королёва и Сергей Глушко - Виктор Логинов | 20 февраля 2011 года  |
| 12 (43)                    | 15 (47)                       | - Программа «Счастье есть!». - Юлия Савичева с песней «Если в сердце живёт любовь». - Анастасия Волочкова с песней о её ню-фотосессии на Мальдивах. - «Хор Турецкого». - Программа «Квартирный вопрос», в которой переделывают балкон. - Фильм «Пятый элемент» про Олимпиаду в Сочи. Выступил: - Обладатель приза зрительских симпатий первого фестиваля пародий «„Большая разница“ в Одессе» Сергей Волковницкий. | - Юлия Савичева - Хор Турецкого - Наталья Мальцева | 7 марта 2011 года     |
| 13 (44)                    | 16 (48)                       | - Программа «Жить здорово!». - Песня основателя WikiLeaks Джулиана Ассанжа. - Программа «Закрытый показ» в 1979 году. - Основатель «МММ-2011» Сергей Мавроди с песней «Если бы парни всей Земли». - Программа «Поединок». - «Терминатор» в Сколково. - Программа «Розыгрыш», в которой разыграли Валдиса Пельша. | - Александр Гордон - Валдис Пельш | 27 марта 2011 года    |
| 14 (45)                    | 17 (49)                       | - Репортаж о чемпионате мира по биатлону в Ханты-Мансийске. - Группа «Доктор Ватсон», которые превратились в вампиров. - Певица Шер с песней «Strong Enough». - Как программа «Что? Где? Когда?» выглядела бы в будущем, если бы 30 лет назад была проведена реформа образования. - Ток-шоу «О самом главном». - Мюзикл «Cats» и Юрий Куклачёв. - Фильм «Человек с бульвара Капуцинов-2». | - Группа «Доктор Ватсон» - Михаил Полицеймако и Сергей Агапкин | 10 апреля 2011 года   |
| 15 (46)                    | 18 (50)                       | - Шоу «Талисмания», где выбирают талисман встречи инопланетян-2022 в России. - Основатель «Ералаша» Борис Грачевский с песней «Another Brick in the Wall». - «Пираты Карибского моря. Часть 15». Пародия на Джонни Деппa. - Фильм-катастрофа о том, как сборная России летит на «Большие гонки». - Сыщики мисс Марпл, Эркюль Пуаро, Шерлок Холмс, доктор Ватсон и Давид Гоцман в чисто английском детективе «Убийство. The Murder». Выступили: - Александр Пушной с пародией на песню группы «Корни» «Я теряю корни», если бы её исполняли группа «Сплин» и Борис Гребенщиков. - Победитель первого фестиваля пародий «„Большая разница“ в Одессе» Андрей Баринов с пародией на Сергея Пенкина. | - Борис Грачевский - Аскольд и Эдгард Запашные | 24 апреля 2011 года   |
| 16 (47)                    | 19 (51)                       | - Шоу «Что? Где? Когда?» со звёздами (Анастасия Волочкова, Тимур Родригез, Стас Михайлов, Михаил Задорнов, Ксения Собчак и Никита Михалков). - Свадьба Брэда Питта и Анджелины Джоли, если бы её снимал типичный свадебный оператор. - Программа «ЖКХ». - «Реальные хоббиты»: трилогия «Властелин колец» в стиле сериала «Реальные пацаны». - Ария российского автогонщика «Формулы-1» Виталия Петрова. - История о том, как участник «Евровидения-2011» Алексей Воробьёв должен был проиграть. | - Анастасия Волочкова и Тимур Родригез - Мария Шекунова, Валентина Мазунина и Дмитрий Пачулия - Алексей Воробьёв и Яна Чурикова                                         | 22 мая 2011 года      |
| 17 (48)                    | 20 (52)                       | - Программа «Своя игра», в которой на кону переаттестация милиции в полицию. - Проект «Фабрика звёзд 8. Возвращение». - Прямая трансляция с мальчишника принца Уильяма. - Что было бы, если бы Ольга Бузова попала в сериал «Друзья». - Слёт бардовской песни в стиле повести «Книга джунглей». - Фильм ужасов «ЖЭК». На Украине выпуск был показан на канале «1+1» 6 июня 2011 года. Вместо скетча «ЖЭК» вышла пародия на программу «Смак», если бы её гостем был Стивен Сигал (не была показана в России). | - Виктор Дробыш - Ольга Бузова | 5 июня 2011 года      |
| 18 (49)                    | 21 (53)                       | - Шоу «Фактор А». - Ёлка с песней «Прованс» про «Ё-мобиль». - Сериал «Закрытая школа». - Денис Майданов с песней «Вечная любовь». - «Программа о футболе»: пародия на программу «Футбол России» и трансляции футбольных матчей на российском телевидении. Пародия на Виктора Гусева. - Клип Филиппа Киркорова на песню «Снег». - Как Шерлок Холмс ищет замену доктору Ватсону. | - Ёлка - Денис Майданов | 19 июня 2011 года     |
| Лучшее за 3 сезон. Часть 1 | —                             | Дайджест должен был выйти 10 июля 2011 года, однако показ был отложен из-за катастрофы на теплоходе «Булгария» в Татарстане. - Программа «Детектор лжи», где в гостях у Андрея Малахова побывал он сам. (36 выпуск) - Группа «Браво» в полном составе (Жанна Агузарова, Валерий Сюткин, Роберт Ленц, Евгений Хавтан) с песней «Вася». (40 выпуск) - Ток-шоу «О самом главном». (45 выпуск) - Григорий Лепс с пародией на песню «Рюмка водки на столе». (32 выпуск) - Программа «Закрытый показ» в 1979 году. (44 выпуск) - Певец Элтон Джон. Пародия на песню «Sorry Seems to Be the Hardest Word». (38 выпуск) - Фильм «Пятый элемент» про Олимпиаду в Сочи. (43 выпуск) | - Валерий Сюткин - Михаил Полицеймако и Сергей Агапкин - Александр Гордон                                                                                               | 14 августа 2011 года  |
| Лучшее за 3 сезон. Часть 2 | —                             | - Программа «Жить здорово!» в Средние века. (38 выпуск) - Песня про переименование милиции в полицию. (33 выпуск) - Шоу «Десять миллионов» с участником Романом Абрамовичем. (41 выпуск) - Валерий Меладзе с песней «Параллельные». (37 выпуск) - Программа «ЖКХ». (47 выпуск) - Елена Ваенга с пародией на песню «Курю», если бы она пела во сне. (41 выпуск) - «Код Церетели»: пародия на фильм «Код да Винчи». (38 выпуск) - Противостояние героев фильмов «Д’Артаньян и три мушкетёра» и «Гардемарины, вперёд!». (41 выпуск) | - Валерий Меладзе - Михаил Боярский | 17 июля 2011 года     |
| Лучшее за 3 сезон. Часть 3 | —                             | - Программа «Спокойной ночи, малыши!», если бы она выходила на телеканале «Звезда». (37 выпуск) - Сергей Шнуров с песней про перепись. (38 выпуск) - Сериал «Интерны». (34 выпуск) - Программа «Счастье есть!». (43 выпуск) - Всемирная история: «Прямая линия с императором государства Российского Петром I». В роли Петра I — Филипп Киркоров. (32 выпуск) - Всемирная история: встреча Леонида Ильича Брежнева и группы «The Beatles». (42 выпуск) - «Терминатор» в Сколково. (44 выпуск) | - Вячеслав Дусмухаметов и Иван Охлобыстин - Филипп Киркоров | 24 июля 2011 года     |
| Лучшее за 3 сезон. Часть 4 | —                             | - Как Максима Аверина в милиции приняли за Сергея Глухарёва. (37 выпуск) - Ёлка с песней «Прованс» про «Ё-мобиль». (49 выпуск) - Концерт «Шансон года». (35 выпуск) - «Сумерки: Свадьба». (35 выпуск) - Ария российского автогонщика «Формулы-1» Виталия Петрова. (47 выпуск) - Фильм-катастрофа о том, как сборная России летит на «Большие гонки». (46 выпуск) - Программа «Розыгрыш», в которой разыграли Валдиса Пельша. (44 выпуск) | - Ёлка - Аскольд и Эдгард Запашные - Валдис Пельш | 31 июля 2011 года     |
| Лучшее за 3 сезон. Часть 5 | —                             | - Шоу «Что? Где? Когда?» со звёздами (Анастасия Волочкова, Тимур Родригез, Стас Михайлов, Михаил Задорнов, Ксения Собчак и Никита Михалков). (47 выпуск) - Фильм «Милицейская история». (40 выпуск) - Валерия и её семья с пародией на песню «Часики». (41 выпуск) - Сериал «Закрытая школа». (49 выпуск) - Илья Лагутенко («Мумий Тролль») и Сергей Собянин с пародией на песню «С Новым Годом, крошка!». (36 выпуск) - Сыщики мисс Марпл, Эркюль Пуаро, Шерлок Холмс, доктор Ватсон и Давид Гоцман в чисто английском детективе «Убийство. The Murder». (46 выпуск) | - Анастасия Волочкова и Тимур Родригез - Илья Лагутенко | 7 августа 2011 года   |
| Лучшее за 3 сезон. Часть 6 | —                             | - Ток-шоу «Пусть говорят», в котором обсуждают пародии программы «Большая разница». (32 выпуск) - Фильм «Человек с бульвара Капуцинов-2». (45 выпуск) - Программа «Своя игра», в которой на кону переаттестация милиции в полицию. (48 выпуск) - Слёт бардовской песни в стиле повести «Книга джунглей». (48 выпуск) - Трейлер к вымышленному фильму «Приключения Буратино. Фильм второй». (40 выпуск) - Проект «Фабрика звёзд 8. Возвращение». (48 выпуск) - «Реальные хоббиты»: трилогия «Властелин колец» в стиле сериала «Реальные пацаны». (47 выпуск) | - Тина Канделаки и Никита Джигурда - Виктор Дробыш - Мария Шекунова, Валентина Мазунина и Дмитрий Пачулия                                                               | 21 августа 2011 года  |
| Лучшее за 3 сезон. Часть 7 | —                             | - Что было бы, если бы Ольга Бузова попала в сериал «Друзья». (48 выпуск) - Анна Чапман. Пародия на песню «Леди Совершенство» из фильма «Мэри Поппинс, до свидания». (40 выпуск) - Как программа «Что? Где? Когда?» выглядела бы в будущем, если бы 30 лет назад была проведена реформа образования. (45 выпуск) - Клип Филиппа Киркорова на песню «Снег». (49 выпуск) - Как Шерлок Холмс ищет замену доктору Ватсону. (49 выпуск) - Денис Майданов с песней «Вечная любовь». (49 выпуск) - Фильм ужасов «ЖЭК». (48 выпуск) | - Ольга Бузова - Денис Майданов | 28 августа 2011 года  |
| 19 (50)                    | 22 (54)                       | - Фильм «Гарри Поттер и последний звонок». - Клип Юрия Лужкова на песню Артура Пирожкова «Пэрэдайз». - Ирина Аллегрова и Григорий Лепс с песней «Я тебе не верю». - Сериал «Мент в законе». - Гарик Сукачёв с песней «Моя бабушка курит трубку». - Евгений Никишин в пародии на все фильмы про боевые искусства. - Реклама: - Средство для мытья посуды «ObliZala» - Средство для похудения «Не жри полгода» - Средство от морщин «Маска волка» - Электрошокер «Искорка» - Прокладки «Эти дни» - Майонез «На здоровье» - «Большие сиськи» | - Ирина Аллегрова | 4 сентября 2011 года  |
| 20 (51)                    | 23 (55)                       | - Дмитрий Губерниев и Дмитрий Градиленко в прямом эфире. - Сериал «Светофор». - Трейлер вымышленного фильма «Миминатор» (смесь «Мимино» и «Терминатора»). - Группа «Europe» и Вилли Токарев. - Трейлер вымышленного фильма ужасов «Гараж-7» (смесь «Гаража» и «Пилы»). - Программа «Снимите это немедленно!». - Творческий вечер Сергея Шнурова. - Трейлер вымышленного фильма «2012 стульев» (смесь «12 стульев» и «2012»). - Персонажи фильмов ужасов против героя рекламы порошка Tide. | - Таша Строгая | 11 сентября 2011 года |

## Четвёртый сезон (2011—2012)
| Номер выпуска | Номер выпуска (оф. нумерация) | Были спародированы | Гости студии | Дата премьеры        |
| ------------- | ----------------------------- | --- | --- | -------------------- |
| 1 (52)        | 1 (56)                        | - Фильм о фильме «Беременный». - «Большие новости»: Михаил Шац, гость — Иван Охлобыстин. - Открытие Большого театра после реконструкции. - Клип Веры Брежневой и Дана Балана «Лепестками слёз». - «Мальчишник в Версале»: мальчишник Андрея Малахова в стиле фильма «Мальчишник в Вегасе». - «Репортаж с Венецианского кинофестиваля»: пародия на стереотипы российского артхаусного кино. Выступили: - Актёры труппы «Большой разницы» со вступительной песней на мотив песни «Кто на новенького?». | - Дмитрий Дюжев, Анна Седокова и Сарик Андреасян - Вера Брежнева и Дан Балан - Алексей Учитель                                                                                          | 2 октября 2011 года  |
| 2 (53)        | 1 (57)                        | - Сражение ток-шоу «Пусть говорят» и «Прямой эфир». - Клип певицы Нюши на песню «Больно» с хоккеистом Александром Радуловым. - Александр Розенбаум с песней «Ау». - Реалити-шоу «Топ-модель по-русски». - «Большие новости»: Александр Пушной, гости — Дик Адвокат и Андрей Аршавин. - Сводный хор Российской армии. - «Берегись автомобиля с мигалкой»: фильм «Берегись автомобиля», в котором главный герой крадёт мигалки. | - Нюша - Ксения Собчак и Инна Зобова | 16 октября 2011 года |
| 3 (54)        | 3 (58)                        | - «Большие новости»: Андрей Рожков, гость — Анастасия Волочкова. - Сериал «Институт благородных девиц». - Программа «Обыск и свидание» с Тимати, Романом Абрамовичем и Владом Сташевским. - Совместный юбилей Николая Баскова и Вячеслава Бутусова. - Певица МакSим с песней «Как летать». - «Большая Разница. Хэллоуин» — программы в стиле фильмов ужасов: - «Давай похоронимся» - «Поле чужих» - «Спокойной ночи, малыши. Побег» - «Жить коротко» - Фильм «Свадьба в Малиновке». | - Алиса Сапегина и Александр Арсентьев - МакSим | 30 октября 2011 года |
| 4 (55)        | 4 (59)                        | - «Ванга. Последняя тайна по версии НТВ»: пародия на документальный проект «Ванга возвращается! Секретный архив прорицательницы». - «Большие новости»: Марат Башаров, гость — Ксения Собчак. - Сериал «Серафима прекрасная». - Юбилейный концерт Олега Газманова с его сыном Родионом. - Программа «Суд присяжных», в которой рассматривается дело на основе игры «Angry Birds». - Ожившая картина: «Запорожцы пишут письмо турецкому султану». - Фильм «Убить Билла», снятый по мотивам романа «Преступление и наказание». | - Екатерина Порубель - Родион Газманов - Ксения Печеник и Игорь Симонов | 13 ноября 2011 года  |
| 5 (56)        | 5 (60)                        | - «Школа Тимати»: пародия на клип Тимати и DJ Smash на песню «Фокусы». - Стас Михайлов и его подражатели с песней «Всё для тебя». - Фильм «Блэйд» + клипы из м/ф «Остров сокровищ». - «Иду, терплю»: пародия на клип и песню Фёдора Чистякова и группы «Ноль» «Иду, курю», посвящённая запрету курения в общественных местах. - «Фантомас разбушевался»: пародия на французские фильмы. - «Кожаный ремонт»: пародия на порнофильмы 70-х годов и закадровые переводы 80-х-90-х. - Телепроект «Призрак оперы». | - Тимати - Одесский театр «Гротеск»: Михаил Церишенко, Александр Левит, Виктор Андриенко - Антон Макарский и Сати Казанова                                                              | 18 декабря 2011 года |
| 6 (57)        | 10-11 (65-66)                 | - «О чём думают мужчины»: пародия на фильм «О чём говорят мужчины». - Программа «ДОстояние РЕспублики», в которой обсуждается творчество группы «Руки Вверх!». Пародия на Бориса Гребенщикова, проект «Гражданин поэт» с Михаилом Ефремовым и группу «Depeche Mode». - Клип группы «Serebro» на песню «Мама Люба». - Открытие «Бадминтон-Арены». - Проект «+100500» и популярные российские интернет-мемы. - «Русский народный баттл» Надежды Кадышевой и Надежды Бабкиной. - Закрытие сериала «Глухарь». - «Смешарики. Начало. Фильм о фильме». - Маленькая разница: Стас Михайлов на новогоднем утреннике. - Кастинг на фильм «Ирония судьбы, или С лёгким паром!» в Голливуде. | - «Квартет И» - Дмитрий Шепелев, Юрий Николаев и Сергей Жуков - Группа «Serebro» - Максим Голополосов и Андрей Бочаров - Илья Попов и Сергей Мардарь - Стас Михайлов - Барбара Брыльска | 1 января 2012 года   |
| 7 (58)        | 6 (61)                        | - Алла Пугачёва, Максим Галкин, Филипп Киркоров и его дочь отмечают Новый год в замке в деревне Грязи. - Озвучка мультфильмов российскими звёздами. - «Телевидение 1911 года» — пародия на телепрограммы, фильмы и рекламу в жанре немого кино: - Капитал-шоу «Поле чудес» - Реклама консервов (пародия на рекламу жевательной резинки «Орбит Фруттини») - Программа «Прожекторперисхилтон» под названием «Прожектормерипикфордъ» - Реклама присыпки «Олдъ Тальк» (пародия на рекламу дезодоранта Old Spice) - Игровое шоу «СуперИнтуиция» - Ток-шоу «Модный приговор» с участником Александром Керенским - Фильм «Ирония судьбы, или С лёгким паром!» - «Серый огонёк»: пародия на новогоднее шоу «Голубой огонёк» - Новогоднее обращение императора Российской империи Николая II к народу - «Бой с тенью-4: Гонг зовёт»: пародия на серию фильмов «Бой с тенью». - Владимир Ильич Ленин в образе героя скетчкома «Наша Russia» Александра Родионовича Бородача. - Программа «News Блок» с обзором компьютерной игры «Mortal Superstars» с участием звёзд российского шоу-бизнеса. - «Сумерки. Сага: Новая жизнь»: пародия на фильм «Сумерки. Сага. Рассвет: Часть 1». Пародию на Новый год в деревне Грязи и «Телевидение 1911 года» изначально планировали показать в «Оливье-шоу». | - Сергей Доренко - Александр Анатольевич | 15 января 2012 года  |
| 8 (59)        | 7 (62)                        | - «Завтра»: пародия на новостную программу «Сегодня», рассказывающую о новостях завтрашнего дня. - Программа «Песня для вашего столика». - Фильмы «Гладиатор», «Бункер», «Пятница, 13-е» и «Камень» с участием Сергея Светлакова. - Сериалы 90-х: «Элен и ребята», «Санта-Барбара», «Спрут» и «Богатые тоже плачут». - Спектакль «Айболит» в постановке современного театра. - Фильмы про Джеймса Бонда. | - Борис Смолкин - Роман Виктюк | 22 января 2012 года  |
| 9 (60)        | 8 (63)                        | - «Индиана Джонс и комбидрес судьбы»: пародия на приключенческие фильмы. - Родительское собрание звёзд. В роли учителя — Яна Чурикова. - «Сыроежкин: Тёмная сторона Электроника»: фильм «Приключения Электроника», переснятый в Голливуде. - Звёзды в рекламе: Андрей Аршавин в рекламе чипсов «Lay’s», Михаил Шац в рекламе стиральных машин «Samsung», Павел Воля в рекламе сухариков «Хрусteam». - Телеигра «СуперИнтуиция» с участием семьи Букиных. - «Дикий, Дикий, Дикий Запад, Запад, Запад»: пародия на вестерны. | - Яна Чурикова - Владимир и Юрий Торсуевы - Виктор Логинов | 5 февраля 2012 года  |
| 10 (61)       | 9 (64)                        | - «Любовь и звёзды»: современная версия фильма «Любовь и голуби». - «Школяры»: сериал «Интерны», если бы доктор Быков преподавал в школе. - Как певица Татьяна Буланова устраивалась на работу в детский сад. - Фильм «Десять негритят, или Сегодня сдохнут все». - Программа «News Блок» с обзором фильма «Zолушка». - Выступление группы «Rammstein» в России. - Американские фильмы-катастрофы. | - Татьяна Буланова | 19 февраля 2012 года |
| 11 (62)       | 14 (69)                       | - Свадьба Аллы Пугачёвой и Максима Галкина. - Фильм «Гусарская баллада». Пародия на главных героев фильма. - Всемирная история: Кто подвозил Михайло Ломоносова в Москву. - Группа «Звери» с песней «Рома, извини». - «Неприкасаемый крёстный отец со шрамом»: пародия на мафиозные фильмы. Выступила: - Ирида Хусаинова, победительница второго фестиваля пародий «Большая разница», с пародиями на Анжелику Варум и Елену Ваенгу. Ирида получила специальный приз — сертификат на приобретение «Ё-мобиля» из рук Михаила Прохорова. Впоследствии для повторных показов выпуска на других телеканалах вручение сертификата и диалог Прохорова с ведущими были вырезаны. | - Михаил Прохоров - Рома Зверь | 2 марта 2012 года    |
| 12 (63)       | 15 (70)                       | - Потап и Настя Каменских с песней «Чумачечая весна». - Телепередача «Давай поженимся!», в которой сватают Николая Баскова и Анастасию Волочкову. - Глава «Роснано» Анатолий Чубайс и телеведущая Авдотья Смирнова с песней «Я так ждала тебя, Толя!». - Программа «Неделя» с Марианной Максимовской. Интервью с главой «Роскосмоса» Владимиром Поповкиным. - Филипп Киркоров с песней «Жестокая любовь» о том, как тяжело воспитывать детей. - Сериал «Дневник доктора Зайцевой». - Юбилейный концерт Льва Лещенко, на котором присутствует Владимир Винокур. - Сказка о потерянном времени, в которой сказывается о работе БТИ, ГАИ и паспортного стола. | - Лариса Гузеева - Яна Крайнова и Павел Трубинер | 10 марта 2012 года   |
| 13 (64)       | 16 (71)                       | - Популярные киновоплощения Шерлока Холмса (Василий Ливанов, Бенедикт Камбербэтч и Роберт Дауни-младший). - Программа «Контрольная закупка» во времена дефицита в СССР. - Клип на песню Леонида Утёсова «У Чёрного моря» про воспоминания детства. - Клип «Мечтатели» с участием министра образования и науки Андрея Фурсенко и президента Российского футбольного союза Сергея Фурсенко. - Певица Анна Нетребко, у которой появился продюсер. - Фильм «Титаник», снятый в стиле немого кино. - Реалити-шоу «Каникулы в Мексике». | - Наталья Семенихина - Анастасия Смирнова | 8 апреля 2012 года   |
| 14 (65)       | 17 (72)                       | - Видеокурсы: курс молодого отца от Филиппа Киркорова. - Кандидаты в президенты России Геннадий Зюганов, Михаил Прохоров, Владимир Жириновский и Сергей Миронов с песней «Сочиняй мечты». - Александр Градский с песней «Как молоды мы были». - Как продюсеры уговаривали белку Скрата сниматься в мультфильме «Ледниковый период 4: Континентальный дрейф». - Любовь Успенская с песней «Кабриолет» про отечественный автопром. - Сериал «Краткий курс счастливой жизни». - Выступление «Бурановских бабушек» с песней «Party for Everybody» на «Евровидении-2012». - Фильм «Белое солнце пустыни». | - Александр Градский - Ксения Громова, Анна Слю и Кирилл Сафонов | 16 июня 2012 года    |
| 15 (66)       | 18 (73)                       | - Певица Слава с песней «Одиночество». - Фильм «Вий». - Группа «ВИА Гра» с песней «Пошёл вон!» о бесконечной смене солисток в группе. - Репортаж с фестиваля танцевальной музыки «Республика КаZантип». - Реалити-шоу «Дом-2», в котором приняла участие Кукла Билли из фильма «Пила». - Фильм «Д’Артаньян и три мушкетёра». | - Слава - Ева Бушмина и Санта Димопулос - Ксения Бородина, Михаил Терёхин, Венцеслав Венгржановский и Екатерина Колисниченко                                                            | 14 июля 2012 года    |
| 16 (67)       | 19 (74)                       | - Песня в исполнении Лайзы Минелли и Майкла Йорка из фильма «Кабаре». - «TopHit Чарт». - Сражение латиноамериканских исполнителей Энрике Иглесиаса и Рики Мартина. - Сериал «Байки Митяя» по мотивам фильма «17 мгновений весны». - «Гарпии Чарли»: фильм «Ангелы Чарли», где главными героинями оказались Карина Барби, Олеся Малибу и Света Яковлева. - Сказка про Репку, которую ставит Никита Михалков. Также была показана подборка ляпов и неудачных сцен со съёмок пародий «Большой разницы». «Сказка про Репку» изначально должна была выйти в «Оливье-шоу», но была переснята в студийных декорациях «Большой разницы». | - Митя Фомин - Карина Барби и Олеся Малибу | 29 июля 2012 года    |
| 17 (68)       | 20 (75)                       | - Телепередача Игоря Прокопенко «Военная тайна», в которой рассказывается об истории изобретения КВН. - Клип Виктории Дайнеко «Девушка на миллион», в котором она рекламирует всё подряд. - Телемагазин: нормальный мужик. - Трейлер к вымышленному фильму «Карлсон, который живёт на крыше», где Карлсон — супергерой. - Как у симфонического оркестра появился новый продюсер. - «Алкоголь назначения»: пародия на фильм «Пункт назначения», в которой рассказывается, чем закончился корпоратив в одной отдельно взятой компании. - Творческая династия Пресняковых (Владимир Пресняков-старший, Владимир Пресняков-младший и Никита Пресняков). - «Капитал ШоуГёрлз»: история успеха девушки-ассистентки Леонида Якубовича. | - Виктория Дайнеко - Владимир Пресняков-старший | 4 августа 2012 года  |
| 18 (69)       | 21 (76)                       | - «Welcome to Туапсе»: клип Тимати «Welcome to St. Tropez» по заказу Виталия Мутко. - Съёмки ситкома «Восьмидесятые». - Трейлеры игр: «Косынка», «Сифа», «Города», «Яйцелов». - Романтическая комедия, которая привлечёт мужчин. - Трейлеры приквелов фильмов: - «Печкин. Восхождение» - «Терминатор-1. Начало» - «Война миров. Разжигание» - «Терминатор-2. Начало начала» - «Властелин колец. Предстояние» - «Терминатор-3. Начало начала начала» - Как Леонид Ильич Брежнев осваивал социальную сеть. - Проморолик движения «Femen». - «В поисках приключений на свою…»: как Жан-Клод Ван Дамм учился боевому гопаку у Тараса Бульбы. | - Фёдор Стуков - Активистки «Femen»: Анна Гуцол, Инна и Александра Шевченко | 10 августа 2012 года |
| Лучшее        | —                             | - Дуэт Земфиры и Ренаты Литвиновой. (22 выпуск) - Ток-шоу «Детали» с гостем Фёдором Бондарчуком. (2 выпуск) - Телепередача «Давай поженимся!», в которой сватают Николая Баскова и Анастасию Волочкову. (63 выпуск) - Глава «Роснано» Анатолий Чубайс и телеведущая Авдотья Смирнова с песней «Я так ждала тебя, Толя!». (63 выпуск) - «Работяги»: пародия на фильм «Стиляги». (11 выпуск) - Клип на песню Леонида Утёсова «У Чёрного моря» про воспоминания детства. (64 выпуск) - Песня про переименование милиции в полицию. (33 выпуск) - Фильм «Убить Билла», снятый по мотивам романа «Преступление и наказание». (55 выпуск) | пародии шли нон-стопом | 26 августа 2012 года |

## Пятый сезон — «Большая разница ТВ» (2013—2014)
В связи с пятилетним юбилеем и уходом из проекта Ивана Урганта программа поменяла формат. Премьера обновлённой версии состоялась 27 января 2013 года.
| Номер выпуска | Были спародированы | Гости студии | Дата премьеры        |
| ------------- | --- | --- | -------------------- |
| 1 (70)        | - Песня про пятилетие «Большой разницы» на мотив песни «Gangnam Style» рэпера Psy. - «Прямая линия с…»: Иван Ургант. - По заказу Министерства образования СССР: стул. - Смотрите на нашем канале: - Программа «Да!» - Программа «Да нате вы, подавитесь!» - Сериал «Крокодилушка» - «Жить здорово!» с Верой Брежневой - Большая реклама: «Бросай бросать курить». - Музыкальное телешоу «Голос». - Клип Иосифа Кобзона на песню «Пока не поздно». - Звёздная викторина «Извилина удачи» с Михаилом Задорновым, Сергеем Шнуровым и Борисом Бурдой. - Смотрите на нашем канале: - Сериал «Слепназ» - «Жить не тужить» с Еленой Малышевой - «Давай по-быстрому» - «Литературное обозрение» с самым высоким человеком - Большая реклама: «Бросай чё-нибудь». - Комедийный сериал «Кухня». - Большая реклама: «Не звоните родителям». - Выступление Ивана Дорна с песней «Стыцамэн» на деревенской дискотеке. - Смотрите на нашем канале: - Возвращение Геннадия Малахова - Сериал «Слёзы Бешеного Квадратные Штаны» - Расстрел в «Модном приговоре» - Большое кино: сериал «Обратная сторона Луны». - Большое кино: фильм «Джентльмены, удачи!» в фильме «Джентльмены удачи». | - Иван Ургант - Пелагея - Дмитрий Назаров, Елена Подкаминская и Марк Богатырёв - Александр Котт                                                                                              | 27 января 2013 года  |
| 2 (71)        | - Шоу «Угадай мелодию». - Григорий Лепс и Тимати с песней «Лондон». - Смотрите на нашем канале: - «Контрольная закупка» - Программа «Потолок» - «Кулинарный поединок»: Фёдор Емельяненко против Люля-кебаба - Проект «Битва хоров». - Группа «Любэ» с песней про падение метеорита в Челябинске. Пародия на песню «Не валяй дурака, Америка!». - Смотрите на нашем канале: - «Спокойной ночи, микробы!» - Утренняя гимнастика для полуночников - «Какие-то пацаны»: сериал «Реальные пацаны» в разных жанрах. - Автор песен для программы «Жить здорово!». - Смотрите на нашем канале: - «Каникулы „Каникул в Мексике“ в Мексике» - «Мент — пожиратель маньяков» - Ток-шоу «Недоносов»: родители ведущего. - По заказу Министерства образования СССР: портрет маслом. - Смотрите на нашем канале: - «Битва дирижёров» + «Кривое зеркало» - «Кулинарная Россия. Пельменные хроники» - «Вой»: фильм о том, как после укуса Никиты Джигурды охранник превращается в него самого. | - Валдис Пельш - Денис Майданов - Николай Наумов и Владимир Селиванов - Никита Джигурда | 10 марта 2013 года   |
| 3 (72)        | Выпуск планировался на 14 апреля (вместо него в эфирную сетку экстренно поставили премьеру фильма «Железная леди» по причине смерти Маргарет Тэтчер), но был перенесён на три недели позже. В выпуске отсутствовали изначально запланированные к показу пародии на фильм «Хоббит: Нежданное путешествие» (была показана в 74 выпуске) и клип Николая Баскова «Странник» (вышла 15 сентября 2013 года на YouTube). - Шоу «Один в один!». - Клип на песню группы Quest Pistols «Ты так красива» о фотографиях в социальных сетях. - «Прямая линия с…»: Леонид Ярмольник. - Большая реклама: «Откажись от секса» - Смотрите на нашем канале: - Фильм «Ленивые мстители» - Фильм «Два грека и русский» - Комедия «Дублёр беременного Карлсона-2, наше время, против Наполеона капут!» - Мультфильм «Три богатыря и гигантский кальмар» - Фильмы-катастрофы «Маршрутка», «Велосипед», «Пешком» и «Собачья упряжка» — пародия на фильм-катастрофу «Метро». - Юрий Энтин в комитете по цензуре. - Большой сериал: детективный сериал «Карпов». - Смотрите на нашем канале: - Физиологический триллер «Оно» - Шоу «Звёзды у стоматолога» - Сериал «Красавица и учёный» - Любовь, счастье, духовность, искренность — смотрите в окно! - Клип Полины Гагариной «Нет». - «Шоу „Уральских пельменей“» под названием «Пусть всё будет так, как ты хохочешь». - Ремейк фильма «Кин-дза-дза!» с Александром Реввой, Анной Семенович, Михаилом Галустяном, Дмитрием Дюжевым и группой «Serebro». - Смотрите на нашем канале: - Слаборомантический фильм «Куда приводят менты» - Документальная комедия «Мальчишник в девичнике» - «Рифмы народов мира» - Фильм «Размазня» - Большое кино: фильм «Ревизор», снятый Никитой Михалковым и Квентином Тарантино. | - Геннадий Хазанов и Александр Ревва - Леонид Ярмольник - Владислав Котлярский - Полина Гагарина                                                                                             | 5 мая 2013 года      |
| 4 (73)        | Первый сборник невышедших пародий 2013 года. - Записи с видеорегистраторов Максима Галкина, Юрия Куклачёва, Тимура Родригеза, Жанны Агузаровой, Дмитрия Губерниева, Александра Кержакова, Сергея Зверева и Международной космической станции. - Адель и девушки Джеймса Бонда. Пародия на песню «Skyfall». - «Прямая линия с…»: Игорь Крутой. - Гимн салу. - Смотрите на нашем канале: - Программа «Криминальный ремонт» - Кулинарная программа для близоруких - Ток-шоу «Недоносов»: семья нелюдей Петровых. - Танго о вреде алкоголя. Пародия на «Тюремное танго» из мюзикла «Чикаго». - «Бригада: Придурок» — пародия на фильм «Бригада: Наследник». - Смотрите на нашем канале: - Фильм «Загадочный убийца» - Сериал «Универ» - Звёздная викторина «Извилина удачи» с Анной Семенович, Дмитрием Нагиевым и Борисом Бурдой. - Кастинг в группу «ВИА Гра». - Ситком «Универ. Новая общага». - Песня о том, что мы не любим на телевидении. Пародия на песню группы «Градусы» «Я всегда помню о главном». - Смотрите на нашем канале: - «В гостях у сказки»: никого - Программа «Кто сильнее пятиклассника?»: живой слон, Фёдор Емельяненко и экскаватор - «Подводные расследования» с Анной Чапман - «Приключения Сопливого» - Как разные люди видят шоу «Вечерний Ургант». | - Игорь Крутой - Станислав Ярушин и Анна Хилькевич | 16 февраля 2014 года |
| 5 (74)        | Второй сборник невышедших пародий 2013 года. - «Своя игра: Неожиданное путешествие» — пародия на фильм «Хоббит: Нежданное путешествие» и телеигру «Своя игра». - Ирина Аллегрова, Алла Пугачёва, Надежда Бабкина, Эдита Пьеха и София Ротару с песней «Wannabe». - Шоу «Время обедать!». Пародия на Наташу Королёву и Людмилу Порывай. - Смотрите на нашем канале: - «Всадник без лошади» - Реалити-шоу во сне - «Смотрите, какой вы молодец» - Шоу «Холостяк». - Дина Гарипова и Александр Градский с песней «What If». - «Легенда №…» — фильмы о легендах советского спорта. - Смотрите на нашем канале: - «Так говорил укроп» - Как не стать жертвой мошенников? - Как Земфира создаёт летний хит. - Шоу «Большие танцы». - Владимир Пресняков с песней «Стюардесса по имени Жанна». - Смотрите на нашем канале: - «Очкастые подонки против яйцеголовых бестий» - Фильм ужасов для самых маленьких «Губастики» - Премьера мультфильма «Три богатыря и муравей-разбойник». - Певец Гарик Кричевский с песней «Мой номер 245». Выступил: - Михаил Грушевский, разыгравший по телефону Сергея Светлакова в образе Николая Дроздова. | - Пётр Кулешов - Альбина Джанабаева и Наталья Стефаненко - Михаил Грушевский | 15 июня 2014 года    |
| Лучшее        | Первый сборник лучших пародий за всю историю проекта, показанный в рамках цикла «Коллекция Первого канала». - Телеигра «Что? Где? Когда?». (9 выпуск) - Группа «Uma2rman» с саундтреками на фильмы «Терминатор», «Кошмар на улице Вязов», «Властелин колец: Братство Кольца». (31 выпуск) - Цветная версия «Семнадцати мгновений весны». (14 выпуск) - Выступление Николая Баскова и группы «Лесоповал». (14 выпуск) - «Бомбей слезам не верит»: фильм «Москва слезам не верит» в жанре индийского кино. (21 выпуск) - Программа «Давай поженимся!». (4 выпуск) - Анжелика Варум и Леонид Агутин с песней о своих взаимоотношениях. (28 выпуск) - Как программы «Малахов+» и «Здоровье» решали, кто останется на «Первом канале». (28 выпуск) - Григорий Лепс с пародией на песню «Рюмка водки на столе». (32 выпуск) - Ток-шоу «Детали» с гостем Фёдором Бондарчуком. (2 выпуск) - Программа «Прожекторперисхилтон» в 1981 году. (5 выпуск) - Клип Филиппа Киркорова на песню «Снег». (49 выпуск) 19 февраля 2022 года на «Первом канале» была показана перемонтированная и сокращённая (были вырезаны пародии на игру «Что? Где? Когда?», фильм «Москва слезам не верит» и Григория Лепса) версия данного дайджеста. | - Борис Крюк и Ровшан Аскеров - Сергей Кристовский - Николай Басков - Владимир Меньшов и Вера Алентова - Тина Канделаки - Гарик Мартиросян и Сергей Светлаков                                | 18 апреля 2015 года  |
| Лучшее        | Второй сборник лучших пародий за всю историю проекта, показанный в рамках цикла «Коллекция Первого канала». - Фильм «Ирония судьбы, или С лёгким паром!» в стиле японского театра кабуки. (23 выпуск) - Николай Расторгуев, ставший депутатом Московской городской думы. (25 выпуск) - Фильм «Место встречи изменить нельзя», если бы это была 212-я серия бесконечной мыльной оперы. (12 выпуск) - Песня про переименование милиции в полицию. (33 выпуск) - Дмитрий Губерниев комментирует себя и свою семейную жизнь. (12 выпуск) - Алла Пугачёва и Кристина Орбакайте с песней «Опять метель». (21 выпуск) - «Работяги»: пародия на фильм «Стиляги». (11 выпуск) - Всемирная история: встреча Леонида Ильича Брежнева и группы «The Beatles». (42 выпуск) - Программа «Спокойной ночи, малыши!», если бы она выходила на телеканале «Звезда». (37 выпуск) - Ёлка с песней «Прованс» про «Ё-мобиль». (49 выпуск) - Программа «Здоровье» с Еленой Малышевой. (5 выпуск) - Новостная программа «News Блок» (MTV Россия). - «Город работ»: пародия на песню «Город дорог» в исполнении гастарбайтеров Равшана и Джамшута из скетчкома «Наша Russia». (13 выпуск) - Шоу «Кто хочет стать Максимом Галкиным?». (24 выпуск) - Наташа Королёва с песней «Маленькая страна». (42 выпуск) - Шоумен Александр Ревва, который страдает раздвоением личности и перевоплощается в Артура Пирожкова и его бабушку. (31 выпуск) - Мюзикл по мотивам капитал-шоу «Поле чудес». (21 выпуск) - Дуэт Земфиры и Ренаты Литвиновой. (22 выпуск) | - Станислав Говорухин - Алла Пугачёва и Кристина Орбакайте - Ёлка - Елена Малышева - Михаил Галустян и Валерий Магдьяш - Наташа Королёва и Сергей Глушко - Александр Ревва - Леонид Якубович | 2 мая 2015 года      |
| Лучшее        | Дайджест пародий из новогодних выпусков и «Оливье-шоу». - Комедия «Ирония судьбы, или С лёгким паром!» в обстановке фильма «Аватар». (Оливье-шоу 2010—2011) - Стас Михайлов с песней «Всё для тебя». (Оливье-шоу 2010—2011) - Владимир Машков (фильм «Край»), жаждущий «Оскара», и Морозко. (Оливье-шоу 2010—2011) - Сергей Безруков и Дмитрий Дюжев (фильм «Каникулы строгого режима») с песней «Я играл». (Оливье-шоу 2009—2010) - Выступление Надежды Бабкиной и её коллектива. (Оливье-шоу 2009—2010) - Трус, Балбес и Бывалый. (Оливье-шоу 2009—2010) - Филлип Киркоров с песней «Говоришь, я поп-звезда?». (Оливье-шоу 2009—2010) - Сказка «12 месяцев». В роли падчерицы — Кристина Асмус. (Оливье-шоу 2011—2012) - Сосо Павлиашвили с песней «Радовать». (39 выпуск) - Кастинг на роль Д’Артаньяна, в котором участвовали советские актёры Владимир Этуш, Андрей Мягков, Евгений Леонов и Андрей Миронов. (21 выпуск) - Маленькая разница: Никита Сергеевич Михалков и его преемник. (21 выпуск) - «Бомбей слезам не верит»: фильм «Москва слезам не верит» в жанре индийского кино. (21 выпуск) - Группа «Фабрика» с песней «Не виноватая я». (21 выпуск) - Александр Гордон в образе Деда Мороза, поздравляющего детей с Новым годом. (Оливье-шоу 2011—2012) - Шоу «+100500» и популярные российские интернет-мемы. (57 выпуск) - Игорь Николаев и Юлия Проскурякова с песней «СМС». (39 выпуск) | пародии шли нон-стопом | 31 декабря 2018 года |

## Шестой сезон (2024)
| Номер выпуска | Были спародированы | Дата премьеры        |
| ------------- | --- | -------------------- |
| 1 (75)        | Между пародиями показывались подводки в исполнении Нонны Гришаевой и Сергея Бурунова (Нонна и Сергей). Также в выпуске были показаны 4 пародии из прошлых выпусков («БР. Лучшее»). - Нонна и Сергей: встреча, воспоминания о «Большой разнице». - «Полицейского с Рублёвки изменить нельзя»: Глеб Жеглов («Место встречи изменить нельзя») перевоспитывает Владимира Яковлева («Полицейский с Рублёвки»). В роли Жеглова — Сергей Безруков, камео — Сергей Бурунов и Роман Попов в роли Игоря Мухича. - Нонна и Сергей: пародии друг на друга. - «БР. Лучшее»: цветная версия «Семнадцати мгновений весны» (14 выпуск). - Нонна и Сергей: звёздная болезнь. - Фильм «Холоп»: перевоспитание Чебурашки после успеха одноимённого фильма. - Нонна и Сергей: переписка в чате. - Пародия на сцену из фильма «Москва слезам не верит»: Дмитрий Дибров встречается с новой ведущей «Кто хочет стать миллионером?» Юлианной Карауловой. - Нонна и Сергей: Сергей ставит рекорды Гиннесса. - «БР. Лучшее»: дубли, не вошедшие в кинокомедию «Служебный роман» (18 выпуск). - Нонна и Сергей: обсуждение конца скетча. - «Служебный роман Барби»: фильм «Служебный роман» в стиле фильма «Барби». - Нонна и Сергей: планы на каникулы. - «БР. Лучшее»: фильм «Ирония судьбы, или С лёгким паром!» с «продакт-плейсментом» (7 выпуск). - Нонна и Сергей: день без рекламы. - «Карнавальная мощь»: песня «Танечка» из фильма «Карнавальная ночь» в исполнении Эльвиры Набиуллиной, Екатерины Мизулиной и Марии Захаровой. - Нонна и Сергей: лыжи и здоровый образ жизни. - «БР. Лучшее»: «Капитуляция» — пародия на сериалы «Семнадцать мгновений весны» и «Ликвидация» (2 выпуск). - Нонна и Сергей: продолжение фильма «Вызов». - «Вызов. Продолжение»: фильм «Вызов» с участием Елены Малышевой. - Нонна и Сергей: сладкий подарок и мысли о продолжении. | 1 января 2024 года   |
| 2 (76)        | Между пародиями показывались подводки в исполнении Нонны Гришаевой и актёров шоу, в которых Дмитрий Хрусталёв пытается присоединиться к труппе. - «Гарри Поттер и Слово пацана»: пародия на серию фильмов «Гарри Поттер» и сериал «Слово пацана. Кровь на асфальте». - «Рука импортозамещения»: пародия на фильм «Бриллиантовая рука», но с товарами параллельного импорта вместо бриллиантов. - «Женский стендап»: - Екатерина Андреева в качестве ведущей - Тина Канделаки - Анастасия Волочкова - Фильм «Жестокий романс» в обстановке передачи «Давай поженимся!». - Краткий экскурс по истории России в жанре рэп под надзором Екатерины Мизулиной. - «Иван Васильевич играет престолами»: пародия на фильм «Иван Васильевич меняет профессию» и сериал «Игра престолов». В роли Шурика — Дмитрий Хрусталёв. | 23 ноября 2024 года  |
| Лучшее        | Сборник лучших пародий за всю историю проекта, показанный в рамках цикла «30 лет вместе». В перерывах показывались воспоминания Нонны Гришаевой и Сергея Бурунова. - Группа «Фабрика» с песней «Не виноватая я». (21 выпуск) - «Капитуляция» — пародия на сериалы «Семнадцать мгновений весны» и «Ликвидация». (2 выпуск) - Выступление Николая Баскова и группы «Лесоповал». (14 выпуск) - Ток-шоу «Детали» с гостем Фёдором Бондарчуком. (2 выпуск) - Анжелика Варум и Леонид Агутин с песней о своих взаимоотношениях. (28 выпуск) - Мюзикл по мотивам капитал-шоу «Поле чудес». (21 выпуск) - Программа «Давай поженимся!». (4 выпуск) - Сказка «12 месяцев». В роли падчерицы — Кристина Асмус. (Оливье-шоу 2011—2012) - «Бомбей слезам не верит»: фильм «Москва слезам не верит» в жанре индийского кино. (21 выпуск) - Фильм «Ирония судьбы, или С лёгким паром!» в стиле японского театра кабуки. (23 выпуск) - Как программы «Малахов+» и «Здоровье» решали, кто останется на «Первом канале». (28 выпуск) - Сергей Лазарев и Лера Кудрявцева с песней «Зачем придумали любовь?». (39 выпуск) - Ирина Аллегрова и Григорий Лепс с песней «Я тебе не верю». (50 выпуск) - Стас Михайлов и его подражатели с песней «Всё для тебя». (56 выпуск) - Елена Ваенга с пародией на песню «Курю», если бы она пела во сне. (45 выпуск) | 27 декабря 2024 года |

## Фестиваль «„Большая разница“ в Одессе» (2010—2012)

### Первый фестиваль (2010)
Первый фестиваль пародий «„Большая разница“ в Одессе» прошёл 15 и 16 августа 2010 года. Телеверсия была показана на «Первом канале» 17 и 24 сентября 2010 года.

#### Пародии «Большой разницы»
Между выступлениями артисты российской и украинской версий «Большой разницы» исполнили пародии:
- Красная дорожка: ведущие Ксения Собчак и Андрей Малахов; звёзды Алла Пугачёва, Максим Галкин, Фёдор Бондарчук, Никита Джигурда, Рената Литвинова, Анфиса Чехова, Андрей Макаревич, Евгений Петросян, Людмила Гурченко и Александр Васильев;
- президенты Виктор Янукович, Дмитрий Медведев и Александр Лукашенко на открытии фестиваля;
- члены жюри фестиваля Анатолий Вассерман, Михаил Боярский, Тина Канделаки и Лариса Долина, отдыхающие на пляже;
- «Дискотека 80-х» — пародии на Сергея Минаева и Владимира Маркина, группы «Modern Talking» и «Кар-мэн», а также на Сабрину и Валерия Леонтьева;
- Эдуард Хиль с песней «Трололо»;
- Леди Гага и Михаил Боярский с миксом из песен «Bad Romance» и «Зеленоглазое такси»;
- Александр Розенбаум;
- Борис Бурда на своём дне рождения;
- Лариса Долина.

#### Призёры

##### Гран-при
- Андрей Баринов, Екатеринбург («Мультипародия») — «пародия на автомобиль» («Лада Приора»), контракт с программой.

##### Номинации
- «Пародия в образе»: Артур Федорович, Минск (пародия на Владимира Высоцкого).
- «Альтернативная пародия»: Илья Рыбин, Москва (номер «Человек, похожий на всех людей»).
- «Мультипародия»: Александр Чистяков, Уфа (пародии на Юрия Никулина, ВИА «Песняры», Людмилу Зыкину, Адриано Челентано, Михаила Боярского и Леонида Утёсова).

##### Специальные призы
- Приз от радиостанции «Юмор FM»: Елена Полякова, Москва («Альтернативная пародия», номер «Красная Шапочка»).
- Приз от газеты «Комсомольская правда», приз зрительских симпатий: Сергей Волковницкий, Москва («Альтернативная пародия», номер «Бумажный человек»).

### Второй фестиваль (2011)
Второй фестиваль пародий «„Большая разница“ в Одессе» прошёл с 10 по 14 августа 2011 года. Телеверсия была показана на «Первом канале» 16 и 23 сентября 2011 года.

#### Пародии «Большой разницы»
Между выступлениями участников артисты российской и украинской версий «Большой разницы» исполнили следующие пародии:
- Красная дорожка: ведущие Анастасия Волочкова и Тимур Родригез; звёзды София Ротару, Валерия Гай Германика, Нонна Гришаева и Александр Олешко, Ксения Собчак, Сергей Соседов, Никита Михалков, Валерия и Иосиф Пригожин, Иван Охлобыстин, Михаил Прохоров;
- члены жюри фестиваля Михаил Боярский, Сергей Безруков, Борис Бурда и Ксения Собчак снимают жильё у одесской тёти Симы;
- Стас Михайлов и Таисия Повалий с песней «Отпусти»;
- свадьба Андрея Малахова с участием Никиты Джигурды, Валентина Юдашкина, Валерии и Иосифа Пригожина, Аллы Пугачёвой и Максима Галкина, Алессандро Сафина и Михаила Прохорова;
- Ксения Собчак пародирует Леди Гагу;
- члены жюри фестиваля Ксения Собчак, Борис Бурда, Сергей Безруков и Михаил Боярский в раздевалке одесского пляжа;
- «Дискотека 80-х» — пародии на группы Europe и Ace of Base, певицу Сабрину, дуэт Ottawan;
- конкурс «Новая волна» — пародия на Леру Кудрявцеву и Сергея Лазарева.

#### Внеконкурсные выступления
- Музыканты-виртуозы Игудесман и Чу;
- «Прожекторперисхилтон» (отдельный концерт, не был в эфире);
- «Шоу ни бе ни ме нехило» с «Квартетом И»[38] (отдельный концерт, не был в эфире);
- Сергей Волковницкий и Илья Рыбин («анатомические пародии»);
- Андрей Баринов (мультипародия).

#### Призёры

##### Гран-при
- Ирида Хусаинова, Казань («Мультипародия») — «пародия на отдых во Франции» (отдых в Карловых Варах), контракт с программой[39].

##### Номинации
- «Пародия в образе»: Олеся Лаврентьева, Челябинск (номер «Фантазия об Эдит Пиаф»);
- «Альтернативная пародия»: Александр Шаляпин, Люберцы (стендап-миниатюра с элементами битбокса);
- «Мультипародия»: Ерёма Черевко, Волгоград (пародии на знаменитостей в детстве).

##### Специальные призы
- Приз от «Большой разницы»: Ерёма Черевко, Волгоград — поездка в Диснейленд Париж.
- Приз от радиостанции «Юмор FM»: трио «НеМощные», Москва («Альтернативная пародия», пародия на бой-бэнд) — ротация номера в эфире.
- Приз от газеты «Комсомольская правда»: Владимир Шнитко, Казань («Пародия в образе», пародия на Гарика Харламова) — видеокамера.
- Приз от газеты «Комсомольская правда в Украине»: Никита Козырев, Одесса («Мультипародия», номер «51 пародия за 3 минуты») — сертификат на 30-томное собрание альбомов «Великие художники».

### Третий фестиваль (2012)
Третий фестиваль юмора «„Большая разница“ в Одессе» прошёл с 17 по 19 августа 2012 года. Телеверсия была показана на «Первом канале» 23, 29 сентября и 7 октября 2012 года.

#### Пародии «Большой разницы»
Между выступлениями участников артисты российской и украинской версий «Большой разницы» исполнили следующие пародии:
- звёздный реслинг (с участием рестлеров Независимой Федерации Реслинга). Ведущие — Дмитрий Губерниев и Дмитрий Нагиев, участники — Тимати, Филипп Киркоров, Анастасия Волочкова, Никита Джигурда, Анатолий Вассерман и другие;
- гимн фестиваля «„Большая разница“ в Одессе» в исполнении Фредди Меркьюри и Монсеррат Кабалье (на мотив песни «Barcelona»);
- члены жюри фестиваля Михаил Боярский, Леонид Барац, Вера Брежнева, Александр Васильев и Иван Охлобыстин на рыбалке;
- фестиваль «Славянский базар» — пародии на ВИА «Верасы», Лайму Вайкуле, Эдиту Пьеху;
- «Дискотека 90-х» — пародии на Скэтмэна Джона, дуэт Эроса Рамаццотти и Тины Тёрнер, группу «Army of Lovers»;
- Танцевальное шоу Riverdance против русского народного ансамбля «Ручеёк»;
- Любовь Успенская с песней «Кабриолет» про отечественный автопром (пересъёмка номера из 65 выпуска программы);
- песня Никиты Михалкова, Владимира Поповкина и Виталия Мутко (не было в эфире).

#### Другие внеконкурсные выступления
- Музыкальный комедийный квартет MozART group[англ.], Варшава;
- Ерёма Черевко и его сестра Мария (номер «Знаменитости в детстве»);
- Клоун Дэвид Шайнер[англ.], США;
- Студия «Квартал-95»;
- Ростислав Хаит и Леонид Барац (театр «Квартет И»);
- Андрей Баринов (мультипародия);
- Мультиинструменталист Мишель Лозьер[англ.], Франция;
- Артист Раймонд Кроу[англ.], Австралия;
- Мим Иренеуш Кросны[англ.], Польша;
- Ирида Хусаинова (мультипародия);
- Jukebox trio, Казань;
- Комик-иллюзионист Евгений Воронин;
- Григорий Малыгин, Дмитрий Никулин, Пётр Винс (команда КВН «Дети лейтенанта Шмидта») — последнее выступление Григория Малыгина[40];
- Сергей Волковницкий (номер «Бумажный человек», не было в эфире);
- группа Fruktы[41] (не было в эфире).

#### Призёры

##### Гран-при
- Олег Есенин, Самара («Пародия») — 10 тысяч евро[42] и контракт с программой (не реализован по причине наличия у Есенина контракта с «Comedy Club Production», согласно которому на постоянной основе он мог появляться только в эфире ТНТ[43]).

##### Номинации
- «Пародия»: Александр Скичко и Валерий Юрченко, Киев — Николаев (мультипародия);
- «Миниатюра»: дуэт «Партизаны», Ставрополь (миниатюры «Уборщица в кукольном театре», «Очень большой комар»);
- «Variety» (оригинальный жанр): Александр Батуев, Пермь (номер «Утренняя гимнастика»);
- «Стендап»: Антон Борисов, Санкт-Петербург (номер-монолог «Фоновая музыка»);
- «Музыкальный юмор»: дуэт «Унисон», Москва (номер «Фотограф и пианистка»).

##### Специальные призы
- приз зрительских симпатий: Геннадий Папиж-Ткаченко, Берлин («Variety», номер «Звуки природы»);
- приз от радиостанции «Юмор FM»: Виталий Коломиец, Минск («Стендап», монолог «О детях»);
- приз от газеты «Комсомольская правда»: Аркадий Томилов, Казань («Пародия в образе», пародия на Ивана Охлобыстина).

## «Большая разница» в «Оливье-шоу» (2008—2012)

### «Проводы старого года», 2008
Передача вышла 31 декабря 2008 года за два с половиной часа до Нового года, и в ней было показано несколько старых пародий «Большой разницы»:
- «Программа максимум» (1 выпуск)
- Клип к песне «Замыкая круг» (2 выпуск)
- «Модный приговор» (2 выпуск)
- «Давай поженимся» (4 выпуск)

Новые пародии:
- «Новости Первого канала», если бы их вела Рената Литвинова.
- Прямые включения спецкора Александра Андрюшко (то есть Александр Олешко) из разных часовых поясов.
- Песня «Кафешка» в исполнении Максима Галкина и Аллы Пугачёвой. По словам Александра Цекало и Руслана Сорокина, команда «Большой разницы» не имеет отношения к созданию данной пародии[45], она была подготовлена Службой генерального директора «Первого канала», выпускавшей шоу «Прожекторперисхилтон»[46].
- Отбор Анжелики Варум, Лолиты Милявской, Земфиры и Димы Билана на конкурс «Евровидение».
- Новогодние обращения к народу Никиты Михалкова, Геннадия Малахова, Тины Канделаки, Глеба Пьяных, Вячеслава Зайцева, Даны Борисовой и Никиты Джигурды.

Новогодние версии старых пародий:
- «Капитуляция» — пародия на сериалы «Семнадцать мгновений весны» и «Ликвидация». (2 выпуск)
- Ток-шоу «Детали» с гостем Фёдором Бондарчуком. (2 выпуск)

### 2009—2010
В архив компании «Среда» данные пародии были внесены в виде 20 выпуска передачи. Были спародированы:
- «Голубой огонёк» на канале «Россия»[47]. Пародия на Евгения Петросяна, Максима Галкина, Николая Баскова, Новых русских бабок, Илью Олейникова, Юрия Стоянова и Елену Степаненко.
- Новогодняя ночь на СТС. Пародия на Михаила Шаца, Татьяну Лазареву, Тину Канделаки, Фёдора Бондарчука и Александра Пушного.
- Выступление Надежды Бабкиной и её коллектива.
- Сергей Безруков и Дмитрий Дюжев (фильм «Каникулы строгого режима») с песней «Я играл».
- Новогодняя ночь на канале «Россия-2». Пародия на комментатора Дмитрия Губерниева, легкоатлетку Елену Исинбаеву, теннисисток Марию Шарапову, Динару Сафину, хоккеистов Александра Овечкина, Илью Ковальчука и Евгения Малкина.
- Филипп Киркоров с песней «Говоришь, я поп-звезда?».
- Передача «Что? Где? Когда?», где популярные знатоки клуба сидят за праздничным столом, пьют, едят и играют. Пародия на Бориса Бурду, Андрея Козлова, Алеся Мухина, Максима Поташева, Ровшана Аскерова, Александра и Инну Друзь и Григория Гусельникова.
- Трус, Балбес и Бывалый.
- Новостная программа «Лишняя информация» с ведущей Нонной Небезгрешаевой и специальным корреспондентом Александром Андрюшко.

### 2010—2011
В архив компании «Среда» данные пародии были внесены в виде 40-41 выпусков передачи. Были спародированы:
- Юрий Антонов с песней «Улицы центральные»[48].
- Григорий Лепс с песней «Я тебя не люблю».
- Космонавты Международной космической станции из России, США и Японии.
- Певица Глюкоза с песней «Танцуй, Россия!».
- Ирина Муравьева с песней «Позвони мне, позвони» из фильма «Карнавал».
- Сборная России по футболу и их тренер Дик Адвокат.
- Дмитрий Хворостовский с арией из оперы «Дон Жуан» про Перепись населения 2010 года.
- Штирлиц и Анна Чапман[49] (камео). Пародия на Вячеслава Тихонова и закадровый голос Ефима Копеляна (исполняет «голос» «Первого канала» Алексей Неклюдов).
- Эдуард Хиль с песней «Потолок ледяной».
- Кинокомедия «Ирония судьбы, или С лёгким паром!» в обстановке фильма «Аватар». Пародия на Андрея Мягкова, Барбару Брыльску, Юрия Яковлева, Валентину Талызину, Лию Ахеджакову.
- Мэрилин Монро с песней «I Wanna Be Loved by You». Пародия на Тони Кёртиса и Джека Леммона в образах Дафны и Жозефины из фильма «В джазе только девушки».
- Новогодняя песня от представителей различных профессий и социальных групп России. Пародия на гимн «Зимних Олимпийских игр 2014».
- Стас Михайлов с песней «Всё для тебя».
- Сергей Трофимов с песней «Город Сочи».
- Группа «ABBA» с песней «Happy New Year».
- Тина Тёрнер с песней «The Best».
- Владимир Машков (фильм «Край»), жаждущий «Оскара», и Морозко. Пародия на Владимира Машкова, Александра Хвыля в образе Морозко, Джеймса Кэмерона (ведущего церемонии награждения премией «Оскар»), Никиту Михалкова, Олега Меньшикова и Дмитрия Дюжева.
- Столкновение героев фильма «Джентльмены удачи» и сериала «Побег». Пародия на Евгения Леонова, Раднэра Муратова и Юрия Чурсина.

### 2011—2012
В архив компании «Среда» данные пародии были внесены в виде 67-68 выпусков передачи. Были спародированы:
- Елена Малышева за новогодним столом.
- Сказка «12 месяцев». В роли падчерицы — Кристина Асмус[50].
- Песня «А нам всё равно» про конец света. Пародия на Юрия Никулина.
- Андрей Аршавин, Николай Басков, Максим Галкин, Алла Пугачёва, Филипп Киркоров, Гарри Поттер, Барак Обама, Эдгард и Аскольд Запашные с песней «Забери меня в „Анжи“».
- Борьба знаменитостей за ёлку. Пародия на Леонида Якубовича, Максима Галкина, Ларису Гузееву, Глеба Пьяных и Дмитрия Медведева.
- Александр Гордон в образе Деда Мороза, поздравляющего детей с Новым годом.
- Вера Брежнева с песней о её появлениях на обложках журналов (пересъёмка номера из 9 выпуска украинской версии шоу).
- Дуэт Леры Кудрявцевой и Сергея Лазарева.
- Академический ансамбль песни и пляски внутренних войск МВД России.
- «2012» — трейлер празднования Нового года.

Выступили:
- Победители фестиваля «Большая разница в Одессе» Ирида Хусаинова и Андрей Баринов, исполнившие музыкальную попурри-пародию.
- Маленькая разница: Ерёма Черевко — что думают о детстве сами дети.

## Пародии и выступления, не вышедшие в российский эфир
Были спародированы:
- Тележурнал «Истории в деталях» с Сергеем Майоровым.
- «Золотой Grammyфон»: Игорь Николаев.
- «Будка Разницы»: пародия на программу «Будка гласности».
- Певица МакSим 30 лет спустя.
- Ток-шоу «Гордон Кихот»: Александр Гордон против Деда Мороза[52].
- Сериал «Доктор Хаус».
- «Новый год. История всероссийского обмана».
- The Beatles и звёзды российской эстрады. В роли Джона Леннона — Александр Гудков.
- Сериал «Сваты».
- Лайма Вайкуле и Валерий Леонтьев.
- Тимати.
- Олег Газманов.
- ДДТ.
- Сказка про Аладдина.
- Ангела Меркель.
- Фестиваль «Дискотека 80-х» с участием Юрия Шатунова, групп «Army of Lovers» и «Мираж». ( 37 выпуск)
- Большая реклама: ипотека и фигня. ( 37 выпуск)
- Битва героев сериала «Морские дьяволы» против звёзд шоу «Аншлаг» и «Кривое зеркало». ( 43 выпуск)
- «Телевидение 1911 года»:
  - Владимир Ленин на ток-шоу «Пусть говорят»[20];
  - прогноз погоды с Александром Беляевым.
- Киноэпопея «Звёздные войны».
- Лотереи.
- Серия фильмов «Люди в чёрном», включая пародии на Уилла Смита и Джоша Бролина[53].
- Индийское кино.
- Сборная России по футболу на Euro 2012.
- Виктор Дробыш.
- «Бондиана», если бы её снимал Эмир Кустурица.
- Фильм «Особенности национальной охоты».
- Мадонна[54].

Выступили:
- Сергей Волковницкий с пародией на Сергея Собянина и различные явления.
- Ирида Хусаинова с пародией на Жанну Фриске[21].

### Комментарии
1. ↑  В пародии соперник Пушкина представился как Эдмон Дантес, хотя на самом деле его звали Жорж.
2. ↑  Эпизод был вырезан на украинском телевидении.
3. ↑  Пародия показана только в России.
4. ↑  Фрагмент с пародией на песню «Алёшка», если бы её исполняла группа «Depeche Mode» на мотив песни «Personal Jesus», был вырезан из копии выпуска, выложенной на YouTube-канале передачи и повторяющейся на других телеканалах.
5. ↑  Мнение присутствовавших в студии актёров сериала Виктории Тарасовой и Дениса Рожкова не было показано в эфире.
6. ↑  Пародия и подводки к ней были вырезаны из копии выпуска, выложенной на YouTube-канале передачи и повторяющейся на других телеканалах.
7. ↑  Пародия и подводки к ней были вырезаны из копии выпуска, выложенной на YouTube-канале передачи и повторяющейся на других телеканалах.
8. ↑  Пародия и подводки к ней были вырезаны из копии выпуска, выложенной на YouTube-канале передачи и повторяющейся на других телеканалах.